# Daniel Šarić
|  | No s'ha de confondre amb Danijel Šarić. |

Daniel Šarić (també apareix com Danijel Šarić) (Rijeka, 4 d'agost de 1972) és un futbolista croat. Normalment ocupa la posició d'interior dret.

## Trajectòria
Saric va iniciar la seua carrera al club de la seua ciutat natal, l'NK Rijeka, on va debutar amb el primer equip el 1989. No va tenir massa oportunitats de destacar en els quatre anys a l'equip croat, però tot i així va cridar l'atenció de l'Sporting de Gijón, de la lliga espanyola, que el va incorporar el 1993.
El seu pas per Astúries va ser prou discret, tot jugant 33 partits i marcant 3 gols a les dues temporades com sportinguista. Retorna llavors al seu país, a les files del Dinamo de Zagreb, on ja va disposar d'oportunitats. A l'equip capitalí disputa més d'un centenar de partits quan marxa de nou a l'estranger, aquesta vegada, al Panathinaikos FC grec.
A Grècia hi roman tres anys, fins al 2003, però no gaudeix de la continuïtat que hi tenia a Zagreb. Finalment, retorna al club on va donar les seues primeres passes, el Rijeka, on hi forma part quatre anys del primer equip jugant 70 partits.

## Selecció
Saric ha estat 30 vegades internacional per la selecció de futbol de Croàcia entre 1997 i 2002.
Va formar part del combinat del seu país que va disputar el Mundial del Japó-Corea del Sud 2002. Saric va disputar els tres partits de la primera fase, dos d'ells sortint com a titular.